# Service de nuit
Service de nuit är en svensk-fransk film från 1932 i regi av Henri Fescourt. 

## Om filmen
Filmen premiärvisades i april 1932 på Folies Dramatiques i Paris Frankrike. Som förlaga har man Max Neal och Max Ferners pjäs Der müde Theodor (Trötte Teodor) från 1913. Filmen spelades in i Filmstaden Råsunda av Julius Jaenzon. Filmen samproducerades med den svenska inspelningen av Trötte Teodor men med franska skådespelare i de ledande rollerna.

## Rollista (komplett)
- Marcel Barencey - Théodore Beauchamp
- Mylo d'Arcylle - Rose Beudraves
- Robert Darthez - Darius Beudraves
- Paulette Duvernet - Gaby Beauchamp
- Fred Marche - Isaac
- Anna Lefeuvrier - Sarah
- Ketty Pierson - Marie
- Gaston Dupray - Camille Ducreux
- Louis Florencie - kommissarien
- Paulette Dubost - den lilla kvinnan
- Henri Jullien - sångläraren
- André Numès Fils - Laplotte
- Robert Trèves - ordföranden
- Oscar Rosander - hotellsekreteraren
- Thor Christiernsson - portiern
- Ragnar Widestedt - bov
- Bengt-Olof Granberg - bov
- Yngwe Nyquist - restaurangdirektören
- Ernst Brunman - poliskommissariens medhjälpare
- Percy Richards - teaterdirektören
- Gustaf Salzenstein - inspicient
- Yves Gyldén - konferenciern
- Nils Ekstam - journalist
- Erik "Bullen" Berglund - kansliråd
- Arvid Petersén - italiensk tenor